# Weißschulter-Seidenäffchen

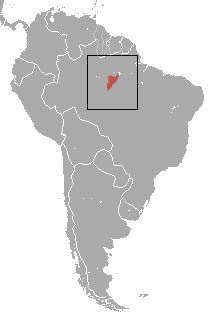
Verbreitungsgebiet

Das Weißschulter-Seidenäffchen (Mico humeralifer, Syn.: Callithrix humeralifera) ist eine Primatenart aus der Familie der Krallenaffen.

## Merkmale
Weißschulter-Seidenäffchen sind wie alle Krallenaffen relativ kleine Primaten. Sie erreichen eine Kopfrumpflänge von 20 bis 27 Zentimetern, der Schwanz ist deutlich länger und misst 31 bis 37 Zentimeter. Das Durchschnittsgewicht beträgt 475 Gramm. Ihr Fell ist am Rücken und an den Hinterbeinen dunkelbraun bis schwarz gefärbt, die Schultern, die Vorderbeine und der Bauch sind weißlich. Der lange, buschige Schwanz ist schwarz-grau geringelt. Der Kopf ist schwarz und zeigt weiße Flecken über den Augen, auffällig sind die weißen Ohrbüschel, die an die Büschelaffen erinnern.

## Verbreitung und Lebensraum
Weißschulter-Seidenäffchen kommen nur im östlichen Amazonasbecken in Brasilien vor. Ihr Verbreitungsgebiet wird im Norden vom Amazonas, im Westen vom Rio Maués und im Osten vom Rio Tapajós begrenzt. Ihr Lebensraum sind tropische Regenwälder.

## Lebensweise
Über die Lebensweise dieser Primaten ist wenig bekannt, vermutlich stimmt sie mit der der übrigen Seidenäffchen überein. Demzufolge sind sie tagaktive Baumbewohner, die nachts im Lianendickicht oder in Baumhöhlen schlafen. Sie leben in Gruppen von bis zu 15 Tieren, die um ein fortpflanzungsfähiges Paar organisiert sind. Ihre Nahrung besteht aus Baumsäften – wofür sie mit ihren spezialisierten Zähnen im Unterkiefer angepasst sind, mit denen sie in der Lage sind, Löcher in die Baumrinde zu nagen. Daneben fressen sie auch Insekten und andere Kleintiere sowie Früchte. Wie bei allen Krallenaffen dürften Zwillingsgeburten überwiegen und sich der Vater und die übrigen Gruppenmitglieder intensiv an der Jungenaufzucht beteiligen.

## Gefährdung
In Teilen seines Verbreitungsgebietes ist des Weißschulter-Seidenäffchens der Lebensraumzerstörung durch Waldrodungen ausgesetzt, möglicherweise kommt auch die Bejagung hinzu. Über den Gefährdungsgrad ist aber wenig bekannt, die IUCN listet ihn unter „zu wenig Daten vorhanden“ (data deficient).